# Сэндлер, Адам
А́дам Ри́чард Сэ́ндлер (англ. Adam Richard Sandler; род. 9 сентября 1966, Бруклин, Нью-Йорк, США) — американский актёр кино, телевидения и озвучивания, комик, музыкант, певец, сценарист, кинопродюсер. Номинант на премию «Золотой глобус» (2003) и Премию Гильдии киноактёров США (2023). После приобретения популярности в программе Saturday Night Live он сыграл в нескольких картинах в Голливуде, собравших более 100 миллионов долларов кассовых сборов.
Наиболее известен благодаря главным ролям в фильмах «Билли Мэдисон», «Счастливчик Гилмор», «Певец на свадьбе», «Большой папа», «Любовь, сбивающая с ног», «Миллионер поневоле», «Управление гневом», «50 первых поцелуев», «Клик: С пультом по жизни», «Сказки на ночь», «Не шутите с Зоханом», «Одноклассники», «Одноклассники 2», «Притворись моей женой», «Папа-досвидос», «Пиксели», «Неогранённые драгоценности» и «Прорваться в НБА». Ещё Адам озвучивал Дракулу в серии мультфильмов «Монстры на каникулах» (первая, вторая и третья части).

## Биография
Родился 9 сентября 1966 года в Бруклине (Нью-Йорк). Отец — Стэнли Сэндлер (Сандлер; 1935—2003), инженер-электрик; мать — Джуди Левин, учительница начальных классов. Родители Адама — потомки еврейских эмигрантов из Российской империи.
Когда ему было пять лет семья переехала в Манчестер (штат Нью-Гэмпшир). Там же в местной школе он обнаружил у себя талант смешить людей и, уже учась в Нью-Йоркском университете, пользовался им, регулярно выступая в клубах и кампусах. Закончил учёбу со степенью бакалавра в 1991 году.
Свободно говорит на иврите.

### Личная жизнь

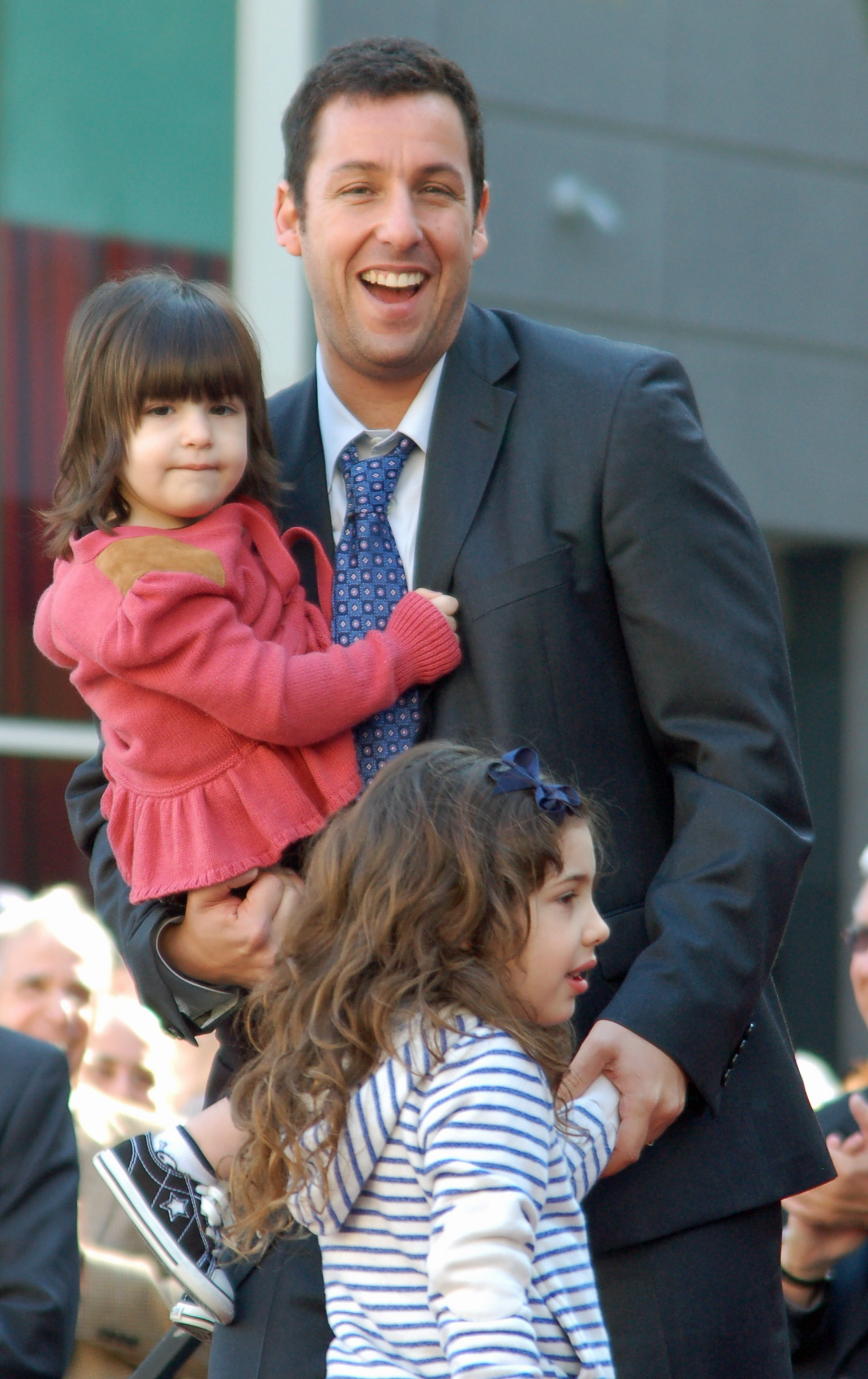
Адам Сэндлер с дочерьми, 2011 год

В 2003 году Адам женился на модели и актрисе Джеки Сэндлер (при рождении Титоун), которая снималась вместе с ним во многих фильмах. Перед свадьбой Джеки приняла иудаизм. Свадьба состоялась на побережье океана, в числе гостей были такие знаменитости, как Дженнифер Энистон, Дастин Хоффман, Родни Данджерфилд, Шэрон Осборн и Роб Шнайдер.
В мае 2006 года у Адама и его жены родилась первая дочь, которую назвали Сэди Мадисон Сэндлер. 2 ноября 2008 года в семье родилась вторая дочь — Санни Мэделин Сэндлер.
Адам очень любит животных. Его первой собакой стал английский бульдог тигрового окраса по кличке Митбол (Meatball), что в переводе означает «фрикаделька». 26 января 2004 года Митбол умер от сердечного приступа. Вскоре после свадьбы Адам и Джеки купили ещё одну собаку породы английский бульдог, которую актёр назвал Мацбол (Matzoball) или «шарик из мацы».

## Карьера

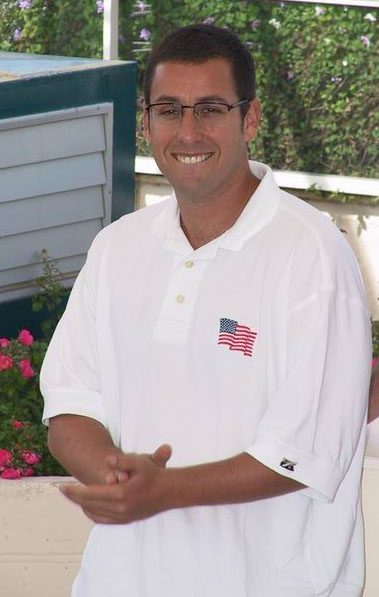
Сэндлер на Каннском кинофестивале, 2002 год

В конце 1980 года Сэндлер появился в эпизоде популярного американского сериала «Шоу Косби».
В 1989 году он впервые снялся в полнометражном кино; сыграл роль начинающего стендап-комика Шекки Московица в фильме «Всех за борт».
В начале карьеры он также выступал в комедийных клубах, выступать в которых его уговорил брат, когда ему было семнадцать. В тот момент о нём узнаёт комик Дэннис Миллер, который зовет его выступать в Лос-Анджелесе. Он также рекомендует Адама продюсеру передачи Saturday Night Live Лорни Майклсу. SNL нанимают его как автора в 1990 году, но уже в следующем году он начинает выступать в скетчах и исполняет песни. Сэндлер рассказал Конану О’Брайену в его шоу на NBC, что его и Криса Фарли уволили в 1995 году.
В 1994 году Сэндлер вместе с Бренданом Фрэйзером и Стивом Бушеми снялся в комедии «Пустоголовые».
В 1995 году сыграл главную роль в фильме «Билли Мэдисон», изображая великовозрастного балбеса, который заново проходит обучение в школе, чтобы добиться уважения отца и унаследовать его многомиллионную империю. После он играет в успешных комедиях, таких как «Счастливчик Гилмор» и «Певец на свадьбе». Должен был сняться в фильме «Очень дикие штучки», но отказался от роли, решив сыграть в одном из его первых хитов — комедии «Маменькин сыночек».
Хотя его ранние фильмы не получали положительных отзывов от критиков, его роль в мелодраме Пола Томаса Андерсона «Любовь, сбивающая с ног» получила положительные отзывы. В 2003 году, за роль в фильме «Любовь, сбивающая с ног», Сэндлер был номинирован на премию «Золотой глобус». Впоследствии Адам также продолжал периодически играть в мелодрамах и драмах, таких как «Испанский английский» и «Опустевший город». Он также снялся ещё в одной из успешных комедий «Большой папа», на съёмках которой познакомился со своей будущей женой Джеки Сэндлер.
Адам должен был сняться в триллере Майкла Манна «Соучастник», но роль в итоге досталась Джейми Фоксу. Он также рассматривался наряду с Джимом Керри и Джонни Деппом на роль Вилли Вонки в фильме Тима Бёртона «Чарли и шоколадная фабрика».
В драме «Опустевший город» сыграл роль мужчины, потерявшего семью в результате террористического акта 11 сентября 2001 года и возродившего былую дружбу со своим приятелем из колледжа.
В 2007 году вышел фильм «Чак и Ларри: Пожарная свадьба». Главные роли сыграли Адам Сэндлер и Кевин Джеймс. В фильме они играют нью-йоркских пожарных, которые решают изобразить из себя гомосексуальную пару, чтобы получить социальные льготы, предназначенные для семьи. В 2008 году вышла комедия «Не шутите с Зоханом», в которой Сэндлер сыграл агента Моссада, который инсценирует свою смерть и уезжает в США, чтобы стать парикмахером.
В 2008 году Сэндлер снялся в семейной комедии «Сказки на ночь». Фильм про работника отеля, который рассказывает своим племянникам сказки на ночь, в результате чего они сбываются. Это первый семейный фильм Адама и первый, снятый им для компании The Walt Disney. В фильме также играют Кери Расселл и английский комик Рассел Брэнд.

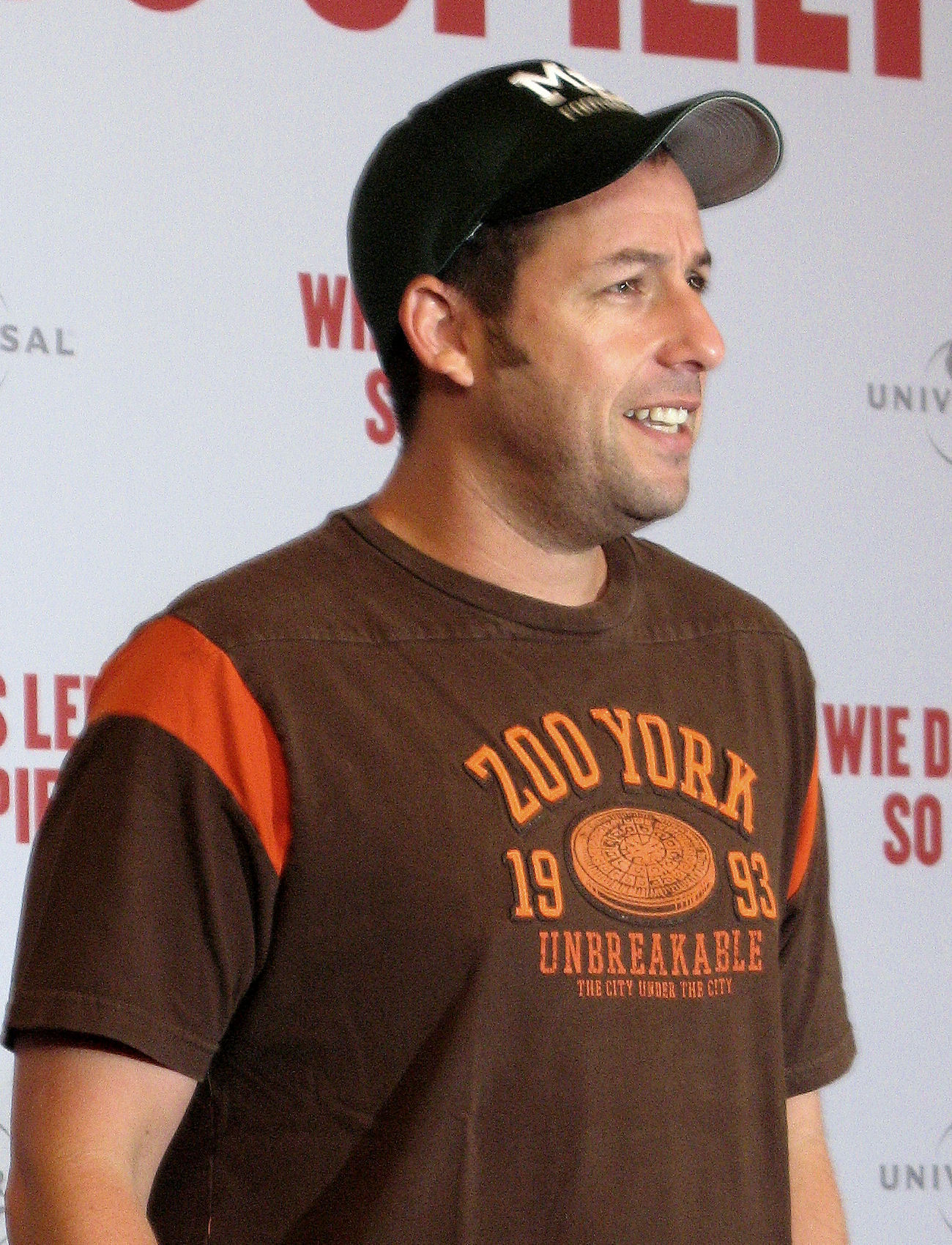
Сэндлер в Берлине в 2009 году

В 2009 году Сэндлер снялся в трагикомедии Джудда Апатоу «Приколисты». Он сыграл очень успешного стэндап-комика, который узнает, что у него неизлечимое заболевание крови и жить ему осталось меньше года и он берет себе в помощники начинающего комика, которого играет Сет Роген. Фильм снимался с октября 2008 года, до января 2009 года. В это же время Адам был утвержден на роль в фильме Квентина Тарантино «Бесславные ублюдки», но был вынужден покинуть проект из-за занятности на съёмках «Приколистов».
В фильме «Одноклассники» Сэндлер собрал команду из своих друзей-актёров — Кевина Джеймса, Криса Рока, Дэвида Спейда и Роба Шнайдера. Фильм рассказывает о пятерых школьных друзьях, которые спустя 30 лет решили провести вместе со своими семьями 4 июля. В фильме также снялись Сальма Хайек, Мария Белло, Майя Рудольф и другие актёры.
В 2011 году Сэндлер играет вместе с Дженнифер Энистон в комедии «Притворись моей женой», о пластическом хирурге, который уговаривает свою помощницу притвориться его женой, чтобы доказать свою честность более молодой подружке. Адам также озвучивает обезьянку в фильме с Кевином Джеймсом — «Мой парень из зоопарка». Позже он играет в комедиях «Такие разные близнецы», «Папа-досвидос» и продолжение «Одноклассники 2». Также он озвучивает графа Дракулу в мультфильме «Монстры на каникулах».
Воссоединился с актрисой Дрю Бэрримор в романтической комедии «Смешанные», которая вышла в прокат в 2014 году. Это их третья совместная работа после фильмов «Певец на свадьбе» и «50 первых поцелуев».
С 2015 года Сэндлер сотрудничает с Netflix, снимая фильмы для этой компании. Первой его работой стал вестерн «Нелепая шестёрка». Несмотря на то, что он был раскритикован критиками, фильм собрал больше просмотров, чем любой другой в истории Netflix on January 6, 2016, it was announced by Netflix that the film had been viewed more times in 30 days than any other movie in Netflix history. После этого Сэндлер снял ещё четыре фильма: «Всё по новой», «Сэнди Уэкслер», «Неделя до…» и «Загадочное убийство».
В 2017 году он вернулся в жанр драмы с фильмом «Истории семьи Майровиц», который получил положительные отзывы критиков.
4 мая 2019 года Сэндлер впервые появился в качестве ведущего SNL, отдав дань уважения своему другу и коллеге, Крису Фарли.
В декабре 2019 года он снялся в триллере-драме «Неогранённые драгоценности» братьев Сафди. Фильм и игра Сэндлера получили признание и множество наград от критиков, которые отметили эту роль как лучшую в карьере Сэндлера.
В 2024 году играет роль в фильме Космонавт. 

### Happy Madison Productions
Адам Сэндлер имеет собственную киностудию под названием «Happy Madison Productions», которое было составлено из названий фильмов «Счастливчик Гилмор» и «Билли Мэдисон». Первым проектом киностудии стал фильм «Мужчина по вызову». На сегодняшний день компания выпустила большинство фильмов с участием Сэндлера. Большинство фильмов киностудии получили отрицательные отзывы критиков, причём три из них вошли в список самых худших фильмов когда-либо снятых, однако, большинство из них стали успешными в прокате.
В 2014 году Netflix объявила о сделке на четыре фильма с Адамом Сэндлером и Happy Madison Productions. В январе 2020 года Netflix объявила о новой сделке с четырьмя фильмами на сумму до 275 миллионов долларов.

## Фильмография

### Актёр
| Год       |    | Русское название                     | Оригинальное название                    | Роль                                                                            |
| --------- | -- | ------------------------------------ | ---------------------------------------- | ------------------------------------------------------------------------------- |
| 1987—1988 | с  | Шоу Косби                            | The Cosby Show                           | Смити                                                                           |
| 1989      | ф  | Всех за борт                         | Going Overboard                          | Шекки Московиц                                                                  |
| 1991      | ф  | Клоун Шейкс                          | Shakes the Clown                         | клоун Динк                                                                      |
| 1993      | ф  | Яйцеголовые                          | Coneheads                                | Кармин                                                                          |
| 1994      | ф  | Пустоголовые                         | Airheads                                 | Пип                                                                             |
| 1994      | ф  | Рождество психов                     | Mixed Nuts                               | Луи                                                                             |
| 1995      | ф  | Билли Мэдисон                        | Billy Madison                            | Билли Мэдисон                                                                   |
| 1996      | ф  | Счастливчик Гилмор                   | Happy Gilmore                            | Хеппи Гилмор                                                                    |
| 1996      | ф  | Пуленепробиваемый                    | Bulletproof                              | Арчи Моузес                                                                     |
| 1998      | ф  | Певец на свадьбе                     | The Wedding Singer                       | Робби Харт                                                                      |
| 1998      | ф  | Маменькин сыночек                    | The Water Boy                            | Бобби Буше                                                                      |
| 1998      | ф  | Грязная работа                       | Dirty Work                               | Сатана, в титрах не указан                                                      |
| 1999      | ф  | Большой папа                         | Big Daddy                                | Санни Коуфакс                                                                   |
| 2000      | ф  | Никки, дьявол-младший                | Little Nicky                             | Никки                                                                           |
| 2001      | ф  | Животное                             | The Animal                               | Тауни                                                                           |
| 2002      | ф  | Любовь, сбивающая с ног              | Punch-Drunk Love                         | Барри Иган                                                                      |
| 2002      | ф  | Миллионер поневоле                   | Mr. Deeds                                | Лонгфелло Дидс                                                                  |
| 2002      | ф  | Цыпочка                              | The Hot Chick                            | растаман                                                                        |
| 2002      | мф | Восемь безумных ночей                | Eight Crazy Nights                       | Дэйви / Вайти / Элеонор / Дир, озвучка                                          |
| 2002      | мф | День с фрикадельками                 | A Day with the Meatball                  | Himself                                                                         |
| 2003      | ф  | Управление гневом                    | Anger Management                         | Дэйв Базник                                                                     |
| 2004      | ф  | 50 первых поцелуев                   | 50 First Dates                           | Генри Рот                                                                       |
| 2004      | ф  | Испанский английский                 | Spanglish                                | Джон                                                                            |
| 2005      | ф  | Всё или ничего                       | The Longest Yard                         | Пол Кру                                                                         |
| 2006      | ф  | Клик: с пультом по жизни             | Click                                    | Майкл Ньюман                                                                    |
| 2007      | ф  | Опустевший город                     | Reign Over Me                            | Чарли Файнман                                                                   |
| 2007      | ф  | Чак и Ларри: Пожарная свадьба        | I Now Pronounce You Chuck and Larry      | Чак Левин                                                                       |
| 2008      | ф  | Не шутите с Зоханом                  | You Don’t Mess With The Zohan            | Зохан Двир / «Скрэппи Коко»                                                     |
| 2008      | ф  | Сказки на ночь                       | Bedtime Stories                          | Скитер Бронсон / сэр Чини-Латай / Йеремия Скитс / Скитеркус / Скитеро Бронсоньо |
| 2009      | ф  | Приколисты                           | Funny People                             | Джордж Симмонс                                                                  |
| 2010      | ф  | Одноклассники                        | Grown Ups                                | Ленни Федер                                                                     |
| 2011      | ф  | Притворись моей женой                | Just Go with It                          | Денни                                                                           |
| 2011      | ф  | Такие разные близнецы                | Jack and Jill                            | Джек Мюррей / Джилл Бристоу                                                     |
| 2011      | ф  | Джесси                               | Jessie                                   | камео                                                                           |
| 2012      | ф  | Папа-досвидос                        | That's My Boy                            | Донни Бергер                                                                    |
| 2012      | мф | Монстры на каникулах                 | Hotel Transilvaniya                      | Дракула                                                                         |
| 2013      | ф  | Одноклассники 2                      | Grown Ups 2                              | Ленни Федер                                                                     |
| 2014      | ф  | Смешанные                            | Blended                                  | Джим Фридмен                                                                    |
| 2014      | ф  | Мужчины, женщины и дети              | Men, Women & Children                    | Дон Труби                                                                       |
| 2014      | ф  | Сапожник                             | The Cobbler                              | Макс Симкин (Сапожник)                                                          |
| 2015      | ф  | Пиксели                              | Pixels                                   | Сэм Бреннер                                                                     |
| 2015      | мф | Монстры на каникулах 2               | Hotel Transylvania 2                     | Дракула                                                                         |
| 2015      | ф  | Нелепая шестёрка                     | The Ridiculous 6                         | Томми — Белый кинжал                                                            |
| 2016      | ф  | Всё по новой                         | The do over                              | Макс Кесслер                                                                    |
| 2017      | ф  | Сэнди Уэкслер                        | Sandy Wexler                             | Сэнди Уэкслер                                                                   |
| 2017      | ф  | Истории семьи Майровиц               | The Meyerowitz Stories                   | Дэнни Мейровиц                                                                  |
| 2018      | ф  | Неделя до…                           | The Week Of                              | Кенни Лустиг                                                                    |
| 2018      | мф | Монстры на каникулах 3: Море зовёт   | Hotel Transylvania 3: Summer Vacation    | Дракула                                                                         |
| 2019      | ф  | Загадочное убийство                  | Murder Mystery                           | Ник Шпиц                                                                        |
| 2019      | ф  | Неогранённые драгоценности           | Uncut Gems                               | Говард Ратнер                                                                   |
| 2020      | ф  | Хэллоуин Хьюби                       | Hubie Halloween                          | Хьюби Дюбуа                                                                     |
| 2022      | ф  | Прорваться в НБА                     | Hustle                                   | Стэнли Шугерман                                                                 |
| 2023      | ф  | Убийство в Париже                    | Murder Mystery 2                         | Ник Шпиц                                                                        |
| 2023      | ф  | И не подумай прийти на мою бат-мицву | You Are So Not Invited to My Bat Mitzvah | Дэнни Фридман                                                                   |
| 2023      | мф | Лео                                  | Leo                                      | Леонард                                                                         |
| 2024      | ф  | Космонавт                            | Spaceman                                 | Якуб Прохазка                                                                   |
| 2025      | ф  | Счастливчик Гилмор 2                 | Happy Gilmore 2                          | Хеппи Гилмор                                                                    |
| 2025      | ф  | Джей Келли                           | Jay Kelly                                | Адам Доэрти                                                                     |

### Сценарист

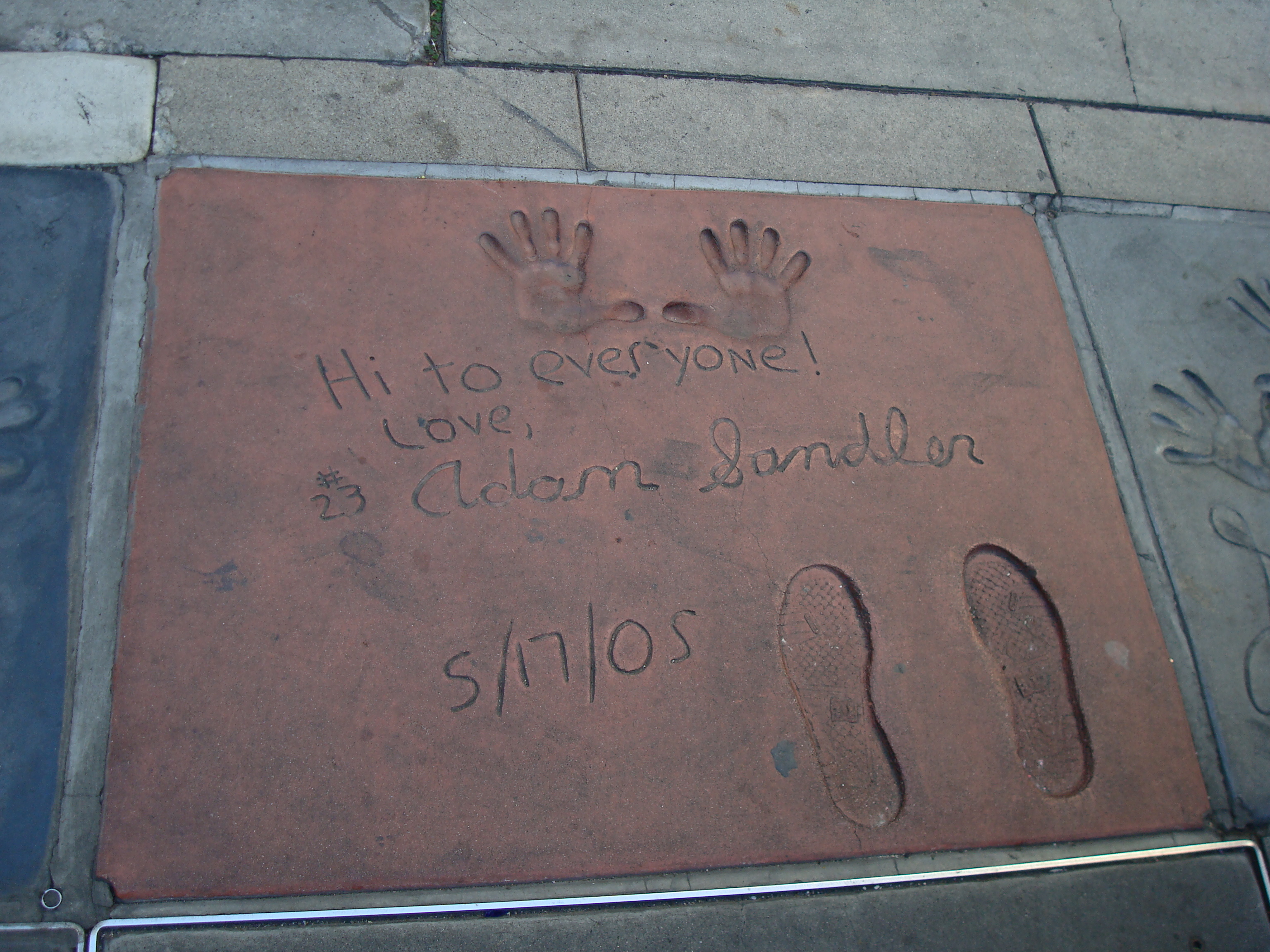
Отпечатки рук и ног Адама Сэндлера

- 1995 — Билли Мэдисон / Billy Madison
- 1996 — Счастливчик Гилмор / Happy Gilmore
- 1998 — Маменькин сыночек / The Waterboy
- 1999 — Большой папа / Big Daddy
- 2000 — Никки, дьявол-младший / Little Nicky
- 2006 — Запасные игроки / The Benchwarmers
- 2007 — Правила совместной жизни / Rules of Engagement
- 2008 — Не шутите с Зоханом / You Don’t Mess With The Zohan
- 2010 — Одноклассники / Grown Ups
- 2011 — Притворись моей женой / Just Go with It
- 2011 — Такие разные близнецы / Jack and Jill
- 2013 — Одноклассники 2 / Grown Ups 2

### Продюсер

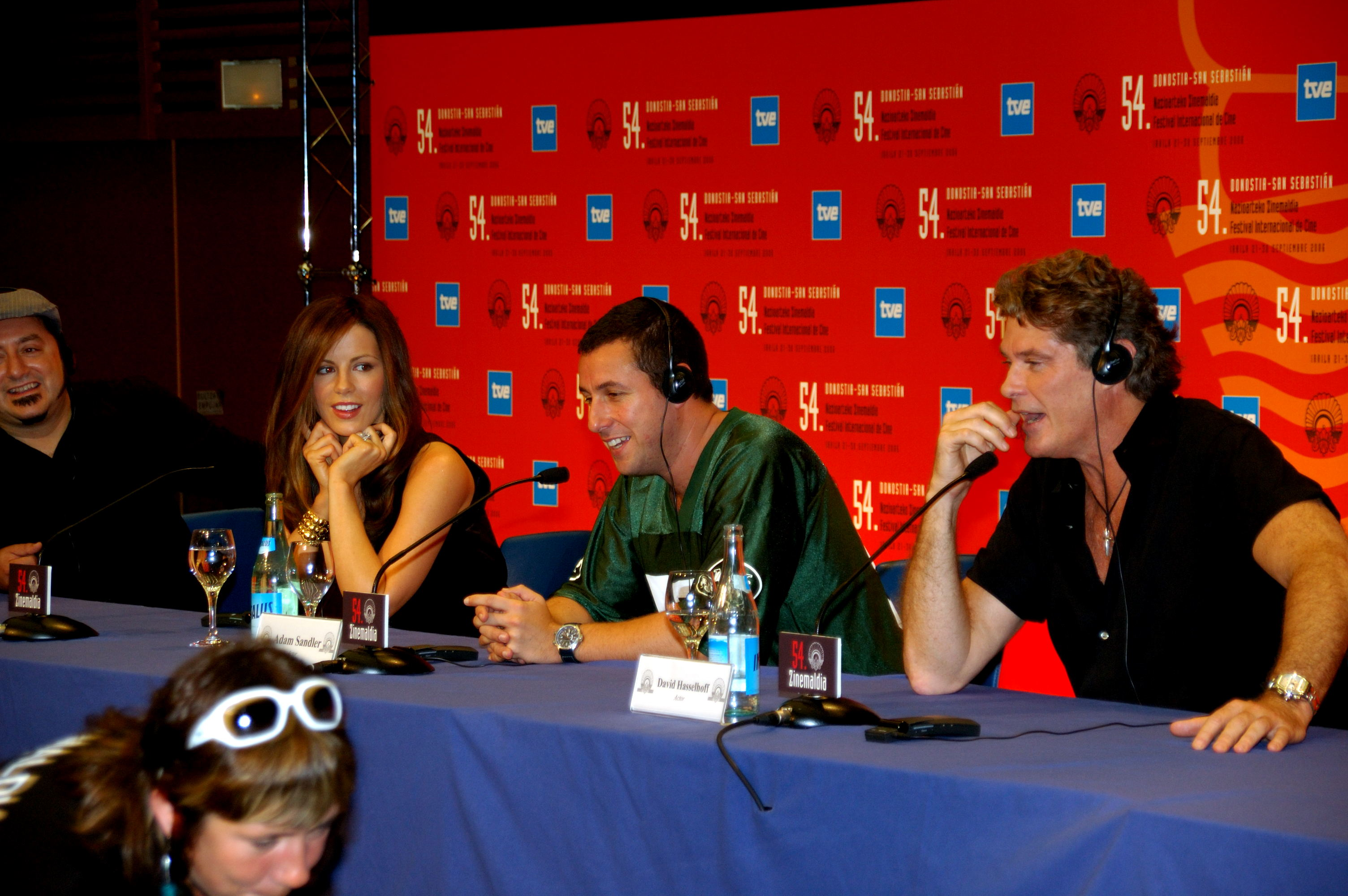
Кейт Бекинсейл, Адам Сэндлер и Дэвид Хассельхофф, на пресс-конференции в 2005 году

- 1998 — Маменькин сыночек / The Waterboy
- 1999 — Большой папа / Big Daddy
- 2000 — Никки, дьявол-младший / Little Nicky
- 2001 — Животное / The Animal
- 2002 — Миллионер поневоле / Mr. Deeds
- 2002 — Цыпочка / The Hot Chick
- 2003 — Управление гневом / Anger Management
- 2005 — Мужчина по вызову 2 / Deuce Bigalow: European Gigolo
- 2006 — Клик: С пультом по жизни / Click
- 2006 — Запасные игроки / The Benchwarmers
- 2008 — Не шутите с Зоханом / You Don’t Mess With The Zohan
- 2008 — Мальчикам это нравится / The House Bunny
- 2008 — Сказки на ночь / Bedtime Stories
- 2009 — Шопо-Коп / Paul Blart: Mall Cop
- 2011 — Баки Ларсон: Рождённый быть звездой / Bucky Larson — Born to Be a Star
- 2011 — Притворись моей женой / Just Go with It
- 2011 — Мой парень из зоопарка / Zookeeper
- 2011 — Такие разные близнецы / Jack & Jill
- 2012 — Папа-досвидос / That’s My Boy
- 2012 — Монстры на каникулах / Hotel Transylvania
- 2012 — Толстяк на ринге / Here Comes the Boom
- 2013 — Одноклассники 2 / Grown Ups 2
- 2014 — Смешанные / Blended
- 2015 — Пиксели / Pixels
- 2023 — Родители в законе / The Out-Laws
- 2023 — Лео / Leo 2024 космонавт

## Дискография
1. They’re All Gonna Laugh at You! — 1993
2. What the Hell Happened to Me? — 1996
3. What’s Your Name? — 1997
4. Stan and Judy’s Kid — 1999
5. Shhh…Don’t Tell — 2004

## Номинации и награды
| Год  | Премия           | Номинации                                                            | Результат  |
| ---- | ---------------- | -------------------------------------------------------------------- | ---------- |
| 1995 | MTV Movie Awards | Лучшая комедийная роль («Билли Мэдисон»)                             | Номинация  |
| 1996 | MTV Movie Awards | Лучшая драка («Счастливчик Гилмор»)                                  | Победитель |
| 1996 | MTV Movie Awards | Лучшая комедийная роль («Счастливчик Гилмор»)                        | Номинация  |
| 1997 | Золотая малина   | Худшая мужская роль («Пуленепробиваемый»)                            | Номинация  |
| 1998 | MTV Movie Awards | Лучший поцелуй («Певец на свадьбе»)                                  | Победитель |
| 1998 | MTV Movie Awards | Лучшая комедийная роль («Билли Мэдисон»)                             | Номинация  |
| 1998 | MTV Movie Awards | Лучший экранный дуэт («Билли Мэдисон»)                               | Номинация  |
| 1999 | Золотая малина   | Худшая мужская роль («Маменькин сыночек»)                            | Номинация  |
| 1999 | MTV Movie Awards | Лучшая комедийная роль («Маменькин сыночек»)                         | Победитель |
| 1999 | MTV Movie Awards | Лучшая мужская роль («Маменькин сыночек»)                            | Номинация  |
| 2000 | Золотая малина   | Худшая мужская роль («Большой папа»)                                 | Победитель |
| 2000 | Золотая малина   | Худший сценарий («Большой папа»)                                     | Номинация  |
| 2000 | MTV Movie Awards | Лучшая комедийная роль («Большой папа»)                              | Победитель |
| 2000 | MTV Movie Awards | Лучшая мужская роль («Большой папа»)                                 | Номинация  |
| 2000 | MTV Movie Awards | Лучшая экранный дуэт («Большой папа»)                                | Номинация  |
| 2001 | Золотая малина   | Худшая мужская роль («Никки, дьявол-младший»)                        | Номинация  |
| 2001 | Золотая малина   | Худший сценарий («Никки, дьявол-младший»)                            | Номинация  |
| 2003 | Золотая малина   | Худшая мужская роль («Восемь безумных ночей»)                        | Номинация  |
| 2003 | MTV Movie Awards | Лучший поцелуй («Любовь, сбивающая с ног»)                           | Номинация  |
| 2003 | Золотой глобус   | Лучшая мужская роль (комедия или мюзикл) («Любовь, сбивающая с ног») | Номинация  |
| 2004 | MTV Movie Awards | Лучшая мужская роль («50 первых поцелуев»)                           | Номинация  |
| 2004 | MTV Movie Awards | Лучший экранная команда («50 первых поцелуев»)                       | Победитель |
| 2006 | MTV Movie Awards | Лучшая комедийная роль («Всё или ничего»)                            | Номинация  |
| 2007 | MTV Movie Awards | Лучшая комедийная роль («Клик: С пультом по жизни»)                  | Номинация  |
| 2008 | Золотая малина   | Худшая мужская роль («Чак и Ларри: Пожарная свадьба»)                | Номинация  |
| 2008 | MTV Movie Awards | Лучшая комедийная роль («Чак и Ларри: Пожарная свадьба»)             | Номинация  |
| 2011 | MTV Movie Awards | Лучшая комедийная роль («Притворись моей женой»)                     | Номинация  |
| 2012 | Золотая малина   | Худшая мужская роль («Такие разные близнецы»)                        | Победитель |
| 2012 | Золотая малина   | Худшая женская роль («Такие разные близнецы»)                        | Победитель |
| 2012 | Золотая малина   | Худший сценарий («Такие разные близнецы»)                            | Победитель |
| 2012 | Золотая малина   | Худшая мужская роль («Баки Ларсон: Рождённый быть звездой»)          | Номинация  |
| 2013 | Золотая малина   | Худшая мужская роль («Папа-досвидос»)                                | Победитель |
| 2013 | Золотая малина   | Худшая экранная пара («Папа-досвидос»)                               | Номинация  |
| 2013 | Золотая малина   | Худший актёрский ансамбль («Папа-досвидос»)                          | Номинация  |
| 2014 | Золотая малина   | Худшая мужская роль («Одноклассники 2»)                              | Номинация  |
| 2014 | Золотая малина   | Худший сценарий («Одноклассники 2»)                                  | Номинация  |
| 2015 | Золотая малина   | Худшая мужская роль («Смешанные»)                                    | Номинация  |
| 2016 | Золотая малина   | Худший экранный ансамбль («Сапожник»)                                | Номинация  |
| 2019 | Независимый дух  | Лучший актёр («Неогранённые драгоценности»)                          | Победитель |
| 2020 | Золотая малина   | Премия за восстановление репутации («Неогранённые драгоценности»)    | Номинация  |